# 2014 في إيران
فيما يلي قوائم الأحداث التي وقعت خلال عام 2014 في إيران.

## أحداث
- 10 أغسطس – خطوط سيباهان الجوية الرحلة 5915

## أفلام
من الأفلام التي صدرت هذه السنة في إيران:
- 1 يناير – القربان من إخراج Ahmad Reza Darvish  [لغات أخرى]‏.

## وفيات

### يناير
- 1 يناير – جبار طاووس الكحيلي (مواليد 1923)
- 1 يناير – جعفر نامدار (مواليد 1934)
- 1 يناير – مسلم الملكوتي (مواليد 1923)
- 18 يناير – ملا فاضل السكراني (مواليد 1923) ملافاضل السكراني.
- 27 يناير – هاشم شعباني (مواليد 1981) كاتب إيراني.

### مايو
- 13 مايو – محمد باقر الموسوي الشيرازي (مواليد 1931)
- 20 مايو – أبو القاسم صفدري (مواليد 1928) شاعر وصحفي إيراني.

### أغسطس
- 19 أغسطس – سيمين البهبهاني (مواليد 1927) شاعرة إيرانية.

### أكتوبر
- 21 أكتوبر – محمد رضا مهدوي كني (مواليد 1931) سياسي إيراني.
- 25 أكتوبر – ريحانة جباري (مواليد 1988)

### نوفمبر
- 14 نوفمبر – مرتضى باشايي (مواليد 1984)
- 19 نوفمبر – غلام حسين مظلومي (مواليد 1950) لاعب كرة قدم إيراني.

### ديسمبر
- 16 ديسمبر – هارون مؤنس (مواليد 1964)
- 21 ديسمبر – مرتضى أحمدي (مواليد 1924) ممثل إيراني.
- 28 ديسمبر – حميد تقوي (مواليد 1958)